# Shardlight
Shardlight est un jeu vidéo d'aventure en pointer-et-cliquer développé par Francisco Gonzalez et édité par Wadjet Eye Games, sorti en 2016 sur Windows.

## Trame
L'histoire de Shardlight se situe dans un monde post-apocalyptique vingt ans après l'avènement de la IIIe Guerre mondiale. Une jeune mécanicienne, Amy Wellard, tente de survivre dans un univers en ruines, où le peuple est dirigé par l'Aristocratie, durant une dictature où les inégalités de conditions de vie et de santé sont particulièrement prégnantes.

## Accueil
- Adventure Gamers : 4/5[1]
- Canard PC : 7/10[2]